# Leucania atritorna
Leucania atritorna là một loài bướm đêm trong họ Noctuidae.